# Combretum klossii
Combretum klossii är en tvåhjärtbladig växtart som beskrevs av Henry Nicholas Ridley. Combretum klossii ingår i släktet Combretum och familjen Combretaceae. Inga underarter finns listade i Catalogue of Life.